# North Stainley with Sleningford
North Stainley with Sleningford – civil parish w Anglii, w North Yorkshire, w dystrykcie (unitary authority) North Yorkshire. W 2011 civil parish liczyła 737 mieszkańców. W obszar civil parish wchodzą także North Stainley, North Lees, Sleningford i Sutton Grange.